# Mi persona favorita
«Mi persona favorita» es una canción del cantante español Alejandro Sanz y la cantante cubanomexicana Camila Cabello, del duodécimo álbum de estudio de Sanz, El Disco (2019). La canción fue lanzada por Universal Music España el 28 de marzo de 2019 como el tercer sencillo del álbum acompañado de su vídeo musical, que se estrenó primero en el canal oficial de Vevo de Sanz y dirigido por el director estadounidense Gil Green .
La composición y letra de la canción fueron escritas por Sanz y Cabello. El tema fue producido por los ex productores musicales Alfonso Pérez y Julio Reyes Copello . La Orquesta Filarmónica de la Ciudad de Praga tocó la orquesta para la canción, dirigida por el director checo Adam Klemens, quien también tocó el piano. El guitarrista flamenco español José Miguel Carmona, guitarrista principal del nuevo grupo musical flamenco español Ketama, tocó la guitarra flamenca . El baterista estadounidense Larnell Lewis, dos veces ganador del premio Grammy, tocó la batería en la canción. La canción encabezó las listas en Costa Rica, El Salvador, Guatemala, Nicaragua y Panamá. Fue Disco del Año y Mejor Canción Pop en la 20ª Entrega Anual de los Premios Grammy Latinos . También fue nominada a Canción del Año . 

## Antecedentes
Cabello reveló cómo nació la colaboración, afirmando que Sanz la invitó a Miami en el verano de 2018 para grabar la canción y filmar el video musical juntos:  
 
"El verano pasado, Alejandro me llamó y me preguntó si podía volar a Miami para grabar una canción juntos para su nuevo álbum. No es ningún secreto que he sido su fan toda la vida y su oferta me dejó petrificada. ¡Y sin pensarlo ni un minuto, tomé el primer vuelo a Miami! "Alejandro, tu música ha sido la banda sonora de la vida de mi familia y la mía. Y ahora tengo el privilegio de llamarte amigo y colaborador (todavía no lo puedo creer). Hacer esta canción contigo ha sido algo realmente especial y una aventura. Gracias por pensar en mí y por invitarme a trabajar juntos".
Continuó añadiendo que dedicó la canción a su hermana pequeña, Sofi, a quien considera su "persona favorita". 

## Composición y letra
"Mi Persona Favorita" es una balada pop flamenca,  con el guitarrista flamenco español José Miguel Carmona, guitarrista principal del nuevo grupo musical flamenco español Ketama, tocando la guitarra flamenca en la canción.  Como opinó Jeff Benjamin de Forbes, musicalmente, ofrece el tipo de dueto de calidad que los fanáticos de Sanz de toda la vida adoran por el cantante y su inclinación por el estilo musical inspirado en el flamenco, y combina los timbres vocales distintivos de los dos cantantes (ambos roncos con un ligero toque de acento nativo) en un corte acústico relajante y ágil. En cuanto a la letra, es bastante fácil para cualquiera de los jóvenes fans de los artistas cantarla junto con ella, independientemente de su lengua materna. 

## Rendimiento comercial
La canción debutó en el puesto 22 en la lista oficial de sencillos de España el 8 de marzo de 2019 y alcanzó el número cuatro en la lista de ventas de canciones digitales de Billboard España el 11 de mayo de 2019.  Esta canción posteriormente alcanzó el número uno en la lista oficial de radio en español.  La canción está certificada como Platino por vender más de 40.000 copias digitales en España en mayo de 2019,  y certificada como Oro ( Latino ) en Estados Unidos y Puerto Rico por la RIAA el 31 de julio de 2019. 
A nivel internacional, la canción se convirtió en un gran éxito en Centroamérica, alcanzando el número uno en Costa Rica, Guatemala, El Salvador, Nicaragua y Panamá. En Europa, la canción alcanzó el número seis en la lista Billboard Euro Digital Song Sales el 29 de mayo de 2019. 

## Vídeos musicales
El vídeo musical oficial de la canción fue lanzado el 28 de marzo de 2019. Está dirigida por el director estadounidense Gil Green, quien anteriormente colaboró con Cabello en el video de " Hey Ma ".  El video muestra a Sanz y Cabello cantando y vibrando juntos en el estudio de grabación, pero la historia más importante son las parejas que aparecen a lo largo del video .  Las parejas posan frente a un fondo blanco.  El video comienza y termina con parejas expresando lo que más les gusta de sus compañeros. 
En el video, un grupo diverso de amantes, que varían en color de piel, sexualidades, edades, tamaños corporales y más, se diferencian entre hablantes de inglés, español y portugués, y todos muestran sus diferentes medios de afecto. Una vez más, abraza un mensaje más grande y universal que puede ayudar a que esta canción llegue a más personas. Además, la representación positiva de dos parejas homosexuales diferentes es una señal muy apreciada. 
El vídeo vertical se lanzó el 29 de marzo de 2019 en Spotify y Apple Music .  

## Premios[7]
| Año  | Organización               | Otorgar           | Resultado | Ref. |
| ---- | -------------------------- | ----------------- | --------- | ---- |
| 2019 | Premios de la música LOS40 | Canción del año   | Nominada  |      |
| 2019 | Premios Grammy Latinos     | Disco del año     | Ganador   |      |
| 2019 | Premios Grammy Latinos     | Canción del año   | Nominada  |      |
| 2019 | Premios Grammy Latinos     | Mejor canción pop | Ganadora  |      |

## Listado de canciones
| Descarga digital |                       |          |  |
| N.º              | Título                | Duración |  |
| 18.              | «Mi Persona Favorita» |          |  |

| Descarga digital – versión en vivo |                       |          |  |
| N.º                                | Título                | Duración |  |
| 18.                                | «Mi Persona Favorita» |          |  |

## Créditos y personal
Créditos adaptados de Tidal . 
Personal
- Alejandro Sanz – voz, letras, composición, coproducción, arreglos de grabación
- Camila Cabello – voz, letras, composición
- La Orquesta Filarmónica de la Ciudad de Praga – orquesta
- Adán Klemens – dirección, piano
- José Miguel Carmona – guitarra flamenca
- Larnell Lewis - batería
- Alfonso Pérez – producción, teclados, programación, arreglos de grabación, ingeniería de grabación, arreglos de cuerdas, personal de estudio
- Julio Reyes Copello – producción, teclados, arreglos de grabación, ingeniería de grabación, arreglos de cuerdas, personal de estudio
- Natalia Ramírez – producción vocal, actuación asociada
- Gene Grimaldi – Ingeniería de masterización, personal de estudio
- Trevor Lyle Muzzy – ingeniería de mezcla, personal de estudio
- Nicolás De La Espriella – programación
- Carlos Fernando López – ingeniería de grabación, personal de estudio
- Jan Holzner – ingeniería de grabación, personal de estudio
- Nicolás Ramírez – ingeniería de grabación, personal de estudio

## Listas

### Listas semanales
| Lista (2019)                       | Mejor posición |
| ---------------------------------- | -------------- |
| Argentina (Argentina Hot 100)      | 43             |
| Bolivia (Monitor Latino)           | 12             |
| Colombia (National-Report)         | 22             |
| Costa Rica (Monitor Latino)        | 1              |
| Ecuador (National-Report)          | 3              |
| El Salvador (Monitor Latino)       | 1              |
| 6                                  |                |
| Guatemala (Monitor Latino)         | 1              |
| México (Billboard Mexican Airplay) | 4              |
| Nicaragua (Monitor Latino)         | 1              |
| Panama (Monitor Latino)            | 1              |
| Paraguay (SGP)                     | 35             |
| Spain (PROMUSICAE)                 | 22             |
| Uruguay (Monitor Latino)           | 12             |
| US Latin Digital Songs (Billboard) | 10             |
| Venezuela (National-Report)        | 20             |

|

### Listas de fin de año
| Lista (2019)                       | Posición |
| ---------------------------------- | -------- |
| Argentina Airplay (Monitor Latino) | 15       |

| Chart (2020)                       | Position |
| ---------------------------------- | -------- |
| Argentina Airplay (Monitor Latino) | 48       |

|}

## Certificaciones
| Región                     | Certificaciones | Certificaciones unidades/ventas |
| -------------------------- | --------------- | ------------------------------- |
| Brasil (Pro-Música Brasil) | Oro             | 20,000 ‡                        |
| España (PROMUSICAE)        | 3x Platinum     | 180,000 ‡                       |
| Estados Unidos (RIAA)      | Oro (Latin)     | 30,000 ‡                        |

Notas:
- ‡ Las cifras de ventas y transmisión se basan únicamente en la certificación.

## Historial de lanzamiento
| Región | Fecha                  | Formato                      | Etiqueta  | Versión  | Ref.          |
| ------ | ---------------------- | ---------------------------- | --------- | -------- | ------------- |
| Varios | 28 de marzo de 2019    | Descarga digital . streaming | Universal | Original | [ 30 ] [ 31 ] |
| Varios | 6 de diciembre de 2019 | Descarga digital . streaming | Universal | En vivo  | [ 9 ]         |